# Аблаєво (Чекмагушівський район)
Абла́єво (рос. Аблаево, башк. Аблай) — село у складі Чекмагушівського району Башкортостану, Росія. Входить до складу Урняцької сільської ради.
Населення — 1067 осіб (2010; 1285 у 2002).
Національний склад:
- татари — 53 %
- башкири — 41 %